# Stephen McNeil

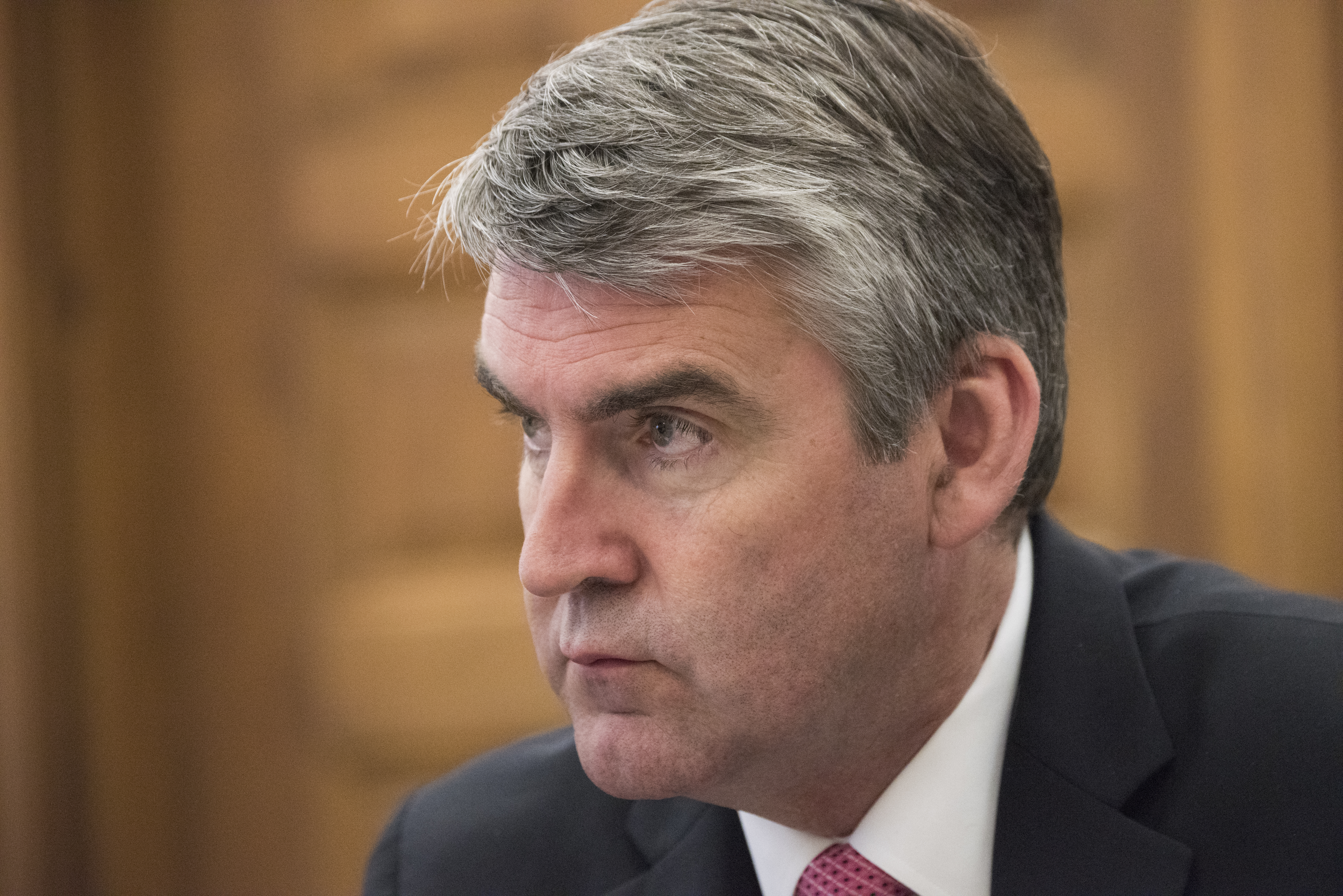
Stephen McNeil (2017)

Stephen McNeil (* 10. November 1964 in Annapolis Royal, Nova Scotia) ist ein kanadischer Politiker. Von 2003 bis 2021 vertrat er den Wahlkreis Annapolis im Abgeordnetenhaus von Nova Scotia, von 2007 bis 2021 führte er die Liberale Partei von Nova Scotia. Am 22. Oktober 2013 wurde er Premierminister von Nova Scotia; dieses Amt übte er bis zum 23. Februar 2021 aus.

## Leben
Stephen McNeil wurde am 10. November 1964 als zwölftes von 17 Kindern geboren. Seine Mutter, Theresa McNeil, war der erste weibliche Sheriff in Kanada und Trägerin des Order of Nova Scotia. McNeil studierte am Nova Scotia Community College und betrieb zwischen 1988 und 2003 eine kleine Firma für Haushaltsgeräte in Bridgetown.
McNeil ließ sich im Jahr 1999 für die Wahl zum Abgeordnetenhaus von Nova Scotia aufstellen, verlor jedoch gegen Frank Chipman von der Progressiv-konservativen Partei. Bei der nächsten Wahl am 5. August 2003 gewann er den Wahlkreis von Annapolis mit 50,83 % der Stimmen gegen Chipman. In der Wahl 2006 wurde er mit 56,20 % wiedergewählt.
Am 30. Januar 2007 kündigte McNeil seine Kandidatur zum Parteivorsitz an. Auf dem Parteitag am 28. April 2007 in Dartmouth gewann er im ersten Wahlgang die meisten Stimmen. Zwei Mitbewerber schieden nach diesem Wahlgang aus und sagten der Abgeordneten Diana Whalen aus Halifax ihre Unterstützung zu. Im zweiten Wahlgang setzte sich McNeil mit 718 gegen 650 Stimmen durch.
Bei den Wahlen am 9. Juni 2009 konnte McNeil sein persönliches Ergebnis auf 73,70 % verbessern. Insgesamt gewann die Partei elf Sitze und erreichte damit den Status der offiziellen Opposition. Bei den folgenden Wahlen am 8. Oktober 2013 gelang ihm nochmals eine Verbesserung auf 75,88 %. Diese Wahlen wurden auch auf Provinzebene ein Erfolg, denn die Partei erlangte mit 33 von 51 Sitzen eine absolute Mehrheit.
McNeil wurde am 22. Oktober 2013 zusammen mit seinem Kabinett vom Vizegouverneur von Nova Scotia, John James Grant, in Annapolis Royal vereidigt. Dies war das erste Mal seit 1954, dass eine Vereidigung außerhalb der Provinzhauptstadt Halifax stattfand. Er kündigte seinen Rücktritt im August 2020 an und übergab das Amt des Premierministers im Februar 2021 an Iain Rankin.